# Przydrożna

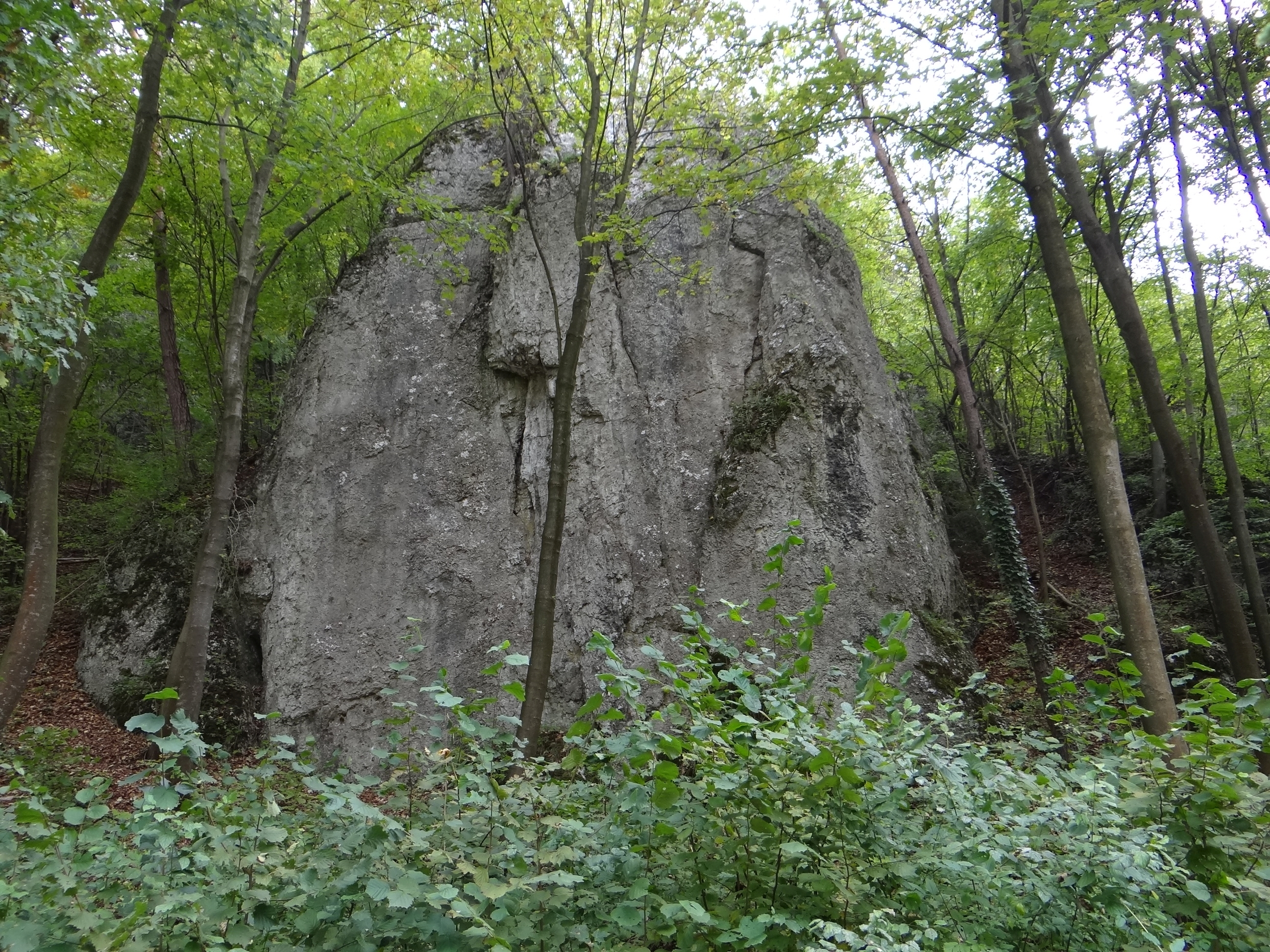

Przydrożna – skała w lewych zboczach Doliny Będkowskiej na Wyżynie Krakowsko-Częstochowskiej. Znajduje się w dolnej części tych zboczy, w odległości około 50 m na południe od stojącej tuż przy drodze Iglicy i w odległości około 15 m od drogi biegnącej dnem tej doliny, administracyjnie w granicach wsi Będkowice w województwie małopolskim, w powiecie krakowskim, w gminie Wielka Wieś.

## Drogi wspinaczkowe
Przydrożna przez wspinaczy skalnych zaliczana jest do Grupy Dupa Słonia. Znajduje się w lesie, ale jest widoczna z drogi. Zbudowana jest z wapieni, ma wysokość 10 m, połogie i pionowe ściany. Jest obiektem wspinaczki skalnej. Wspinacze poprowadzili na niej 6 dróg wspinaczkowych o trudności od V do VI.1 w skali trudności Kurtyki. Mają wystawę zachodnią lub południowo-zachodnią. Nie zamontowano punktów asekuracyjnych (jest tylko jeden stary hak).
Przydrożna I
1. Szał eksploracyjny; VI+, 16 m
2. Szał w kortach; VI.1, 16 m
3. Geje i masoni; V, 16 m

Przydrożna II
1. Geje i masoni; V, 16 m
2. Żydzi i komuchy; 1h, VI, 15 m
3. Parch nasz powszedni; VI-, 15 m